# Xanh dương
 #0000FF 
Xanh dương (gọi tắt của màu xanh đại dương), còn gọi là màu xanh nước biển, xanh lam, lam,  là một trong ba màu cơ bản trong mô hình màu RYB (lý thuyết màu truyền thống), cũng như trong mô hình màu RGB (phụ gia) . Nó nằm giữa màu tím và màu xanh lam trên quang phổ của ánh sáng nhìn thấy được . Mắt cảm nhận được màu xanh lam khi quan sát ánh sáng có bước sóng cực đại trong khoảng 450 đến 495 nanomet . Hầu hết các màu xanh lam chứa một chút hỗn hợp của các màu khác; màu xanh da trời chứa một số màu xanh lá cây, trong khi màu xanh đậm chứa một số màu tím. Bầu trời ban ngày quang đãng và biển sâu xuất hiện màu xanh dương do hiệu ứng quang học được gọi là tán xạ Rayleigh . Một hiệu ứng quang học gọi là hiệu ứng Tyndall giải thích hiện tượng mắt xanh . Các vật thể ở xa xuất hiện nhiều màu xanh lam hơn do một hiệu ứng quang học khác được gọi là phối cảnh trên không .
Màu xanh dương là một màu quan trọng trong nghệ thuật và trang trí từ thời cổ đại. Đá bán quý lapis lazuli đã được sử dụng ở Ai Cập cổ đại để làm đồ trang sức và đồ trang trí và sau đó, vào thời Phục hưng , để tạo ra sắc tố ultramarine , loại sắc tố đắt nhất trong tất cả các sắc tố. Vào thế kỷ thứ tám, các nghệ sĩ Trung Quốc đã sử dụng màu xanh cobalt để tạo màu cho gốm sứ xanh trắng mịn . Vào thời Trung cổ , các nghệ sĩ châu Âu đã sử dụng nó trên cửa sổ của các thánh đường . Người châu Âu mặc quần áo có màu nhuộm thực vật cho đến khi nó được thay thế bằng màu chàm tư nươc mi. Vào thế kỷ 19, thuốc nhuộm và sắc tố màu xanh tổng hợp dần dần thay thế thuốc nhuộm hữu cơ và sắc tố khoáng. Màu xanh đậm trở thành màu phổ biến cho đồng phục quân đội và sau đó, vào cuối thế kỷ 20, cho bộ vest công sở. Bởi vì màu xanh lam thường được liên kết với sự hài hòa, nên nó đã được chọn làm màu cờ của Liên Hợp Quốc và Liên minh Châu Âu .

Các sắc thái của màu xanh dương

Các cuộc khảo sát ở Mỹ và Châu Âu cho thấy màu xanh dương là màu thường được liên kết nhất với sự hài hòa, chung thủy, tự tin, xa cách, vô tận, trí tưởng tượng, lạnh lùng và đôi khi là nỗi buồn. Trong các cuộc thăm dò dư luận ở Hoa Kỳ và Châu Âu, đây là màu phổ biến nhất, được gần một nửa số nam giới và phụ nữ chọn làm màu sắc yêu thích của họ. Các cuộc khảo sát tương tự cũng chỉ ra rằng màu xanh dương là màu liên quan nhiều nhất đến nam tính, chỉ đứng sau màu đen và cũng là màu liên quan nhiều nhất đến trí thông minh, kiến thức, sự bình tĩnh và sự tập trung.